# Speed garage
Pour les articles homonymes, voir Garage (musique).
Genres dérivés
Bassline, donk
Le speed garage, occasionnellement appelé Plus-8, est un genre de musique dance, associé à la scène UK garage.

## Caractéristiques
Le speed garage se caractérise par des rythmes NY garage four-on-the-floor accélérés, combinés à des breakbeats. Les caisses claires sont placées au-dessus des 2e et 4e kickdrums, donc à d'autres endroits du schéma de batterie]. Les morceaux de speed garage ont des lignes de basse lourdes et déformées, influencées par la jungle et le reggae. Les sweeping basses sont typiques du speed garage, de même que les morceaux de speed garage comportant un breakdown. Les morceaux de speed garage comportent parfois des voix étirées dans le temps. Comme il est fortement influencé par la jungle, le speed garage utilise beaucoup d'effets sonores jungle et dub, tels que des coups de feu et des sirènes,.